# Le Bibliophile français

Le Bibliophile français est une revue destinée aux amateurs et aux collectionneurs de livres anciens, publiée au XIXe siècle par la libraire Bachelin-Deflorenne. Elle se déclinait d'une part sous la forme du Petit Bibliophile, collection de brefs fascicules mensuels qui parurent de 1862 à 1876, et d'autre part sous la forme plus luxueuse d'une véritable revue savante, le Bibliophile français illustré, qui vit le jour en mai 1868 et fut publié jusqu'en 1873  (avec deux ans d'interruption en 1870-1872).
Le Bibliophile illustré constituait une revue de grande qualité, imprimée sur papier vergé et agrémenté de nombreuses photogravures, consacré à la publication des découvertes relatives à l'histoire du livre et à la bibliographie. Il accueillait des articles rédigés par quelques-uns des plus célèbres critiques et bibliographes de l'époque : Gustave Brunet, Paul Lacroix (alias le Bibliophile Jacob), Champfleury, Ambroise-Firmin Didot, Charles Asselineau, Jules Claretie, Jules Janin, Paulin Paris, etc.